# Darby Slick
Darby Slick (* 1944) je americký kytarista a skladatel, v roce 1965 byl zakládajícím členem skupiny The Great Society, pro kterou napsal i zásadní píseň „Somebody to Love“. Jeho nevlastní sestrou je Grace Slick, která se později proslavila jako zpěvačka skupiny Jefferson Airplane.